# Петриченко (деревня)
Петриченко (до 1948 года Хампаала 2, фин. Hampaala)) — деревня в Приозерском районе Ленинградской области. Административный центр Мичуринского сельского поселения.

## Название
Зимой 1948 года по решению исполкома Торпильского сельсовета деревне Кахкаала было присвоено наименование Петриченко обоснованием: «в память погибшего бойца Петриченко». Спустя несколько лет деревня была ликвидирована, а её название перенесено на другой населённый пункт — Хампаала 2, где находился пионерский лагерь.

## История

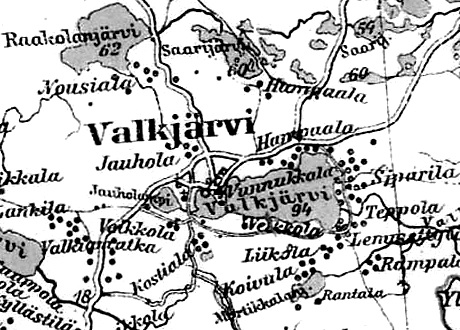
Две деревни Хампаала на финской карте 1923 года

До 1939 года деревня Хампаала входила в состав волости Валкъярви Выборгской губернии Финляндской республики.
По данным 1966 года деревня Петриченко входила в состав Мичуринского сельсовета.
По данным 1973 и 1990 годов деревня Петриченко входила в состав Мичуринского сельсовета.
В 1997 году в деревне Петриченко Мичуринской волости проживали 2 человека, в 2002 году — постоянного населения не было.
В 2007 году в деревне Петриченко Мичуринского СП проживали 2 человека, в 2010 году — 9 человек.

## География
Деревня расположена в северо-западной части района к северу от автодороги 41К-017 (Пески — Подгорье).
Расстояние до административного центра поселения — 3 км.
Расстояние до ближайшей железнодорожной станции Сосново — 26 км.
Деревня находится на южном берегу Морозовского озера.

## Демография
| 2007 | 2010 | 2017 |
| ---- | ---- | ---- |
| 2    | ↗9   | ↘3   |

## Улицы
Хуторская.